# واندورامولا
واندورامولا (به لاتین: Wanduramulla) یک منطقهٔ مسکونی در سری‌لانکا است که در استان مرکزی (سری‌لانکا) واقع شده‌است.